# Ion Jardan
Ion Jardan (ur. 10 stycznia 1990 w Cornești, Mołdawska SRR) – mołdawski piłkarz grający na pozycji obrońcy, reprezentant Mołdawii.

## Kariera piłkarska

### Kariera klubowa
Wychowanek klubu FCM Ungheni. Pierwszy trener Sergiu Noni. W wieku 16 lat i 4 miesięcy debiutował w drużynie seniorów w meczu przeciwko CSCA Kiszyniów. W styczniu 2008 został zaproszony do Rapidu Ghidighici, w barwach którego rozpoczął zawodową karierę piłkarską. 24 czerwca 2013 został piłkarzem ukraińskiego Arsenału Kijów.

### Kariera reprezentacyjna
14 czerwca 2013 debiutował w reprezentacji Mołdawii w towarzyskim meczu z Kyrgyzstanem. W latach 2010–2012 występował w młodzieżowej reprezentacji.

## Sukcesy i odznaczenia

### Sukcesy klubowe
- finalista Pucharu Mołdawii: 2012